# Explosion de l'usine chimique de Dahej
L'explosion de l'usine chimique de Dahej est survenue le 3 juin 2020 vers 12 h 0, lorsqu'une explosion s'est produite dans l'usine chimique du Yashashvi Rasayan Pvt. Ltd. à Dahej, dans le Gujarat, en Inde, faisant 5 morts et 57 blessés,.